# Classificació per punts al Tour de França
La classificació per punts al Tour de França fou instaurada el 1953, sent una de les classificacions secundàries del Tour de França. És una classificació que no té en compte el temps, sinó el lloc d'arribada a meta.

## Història
Després dels escàndols succeïts durant el Tour de França de 1904, les normes pel 1905 canviaren: el vencedor final no es determinava en funció del temps, sinó per un sistema de punts. Els ciclistes rebien punts en funció de la seva classificació en l'etapa, i el que n'aconseguia menys era el líder de la cursa. El 1912 es tornà al sistema de comptar el temps, encara vigent en l'actualitat.
El 1953, coincidint amb el cinquantenari del Tour de França, la classificació per punts es tornà a introduir, però aquesta vegada com una classificació secundària. El líder d'aquesta classificació rebia un mallot distintiu, de la mateixa manera com passa amb el líder de la general, en aquesta ocasió, un mallot verd. S'escollí el color verd perquè el patrocinador era una marca de tallagespa.
El 1968 el mallot distintiu fou excepcionalment vermell per complaure els patrocinadors.

## Barems
En l'actualitat la classificació per punts es calcula sumant els punts obtinguts en l'etapa i restant punts de penalització. Els punts són atorgats als ciclistes en funció del lloc en què creuen la línia de meta o la línia de l'esprint intermedi, així com als ciclistes amb el millor temps en el pròleg o contrarellotge individual.

### Barem actual
Aquest barem es fa servir des del 2015 per afavorir encara més els guanyadors d'etapa.
|                         |                         | 1r | 2n | 3r | 4t | 5è | 6è | 7è | 8è | 9è | 10è | 11è | 12è | 13è | 14è | 15è |
| ----------------------- | ----------------------- | -- | -- | -- | -- | -- | -- | -- | -- | -- | --- | --- | --- | --- | --- | --- |
| Etapa plana             | etapa plana             | 50 | 30 | 20 | 18 | 16 | 14 | 12 | 10 | 8  | 7   | 6   | 5   | 4   | 3   | 2   |
| Etapa de mitja muntanya | etapa de mitja muntanya | 30 | 25 | 22 | 19 | 17 | 15 | 13 | 11 | 9  | 7   | 6   | 5   | 4   | 3   | 2   |
| Etapa de mitja muntanya | etapa d'alta muntanya   | 20 | 17 | 15 | 13 | 11 | 10 | 9  | 8  | 7  | 6   | 5   | 4   | 3   | 2   | 1   |
| Contrarellotge          | pròleg/contrarellotge   | 20 | 17 | 15 | 13 | 11 | 10 | 9  | 8  | 7  | 6   | 5   | 4   | 3   | 2   | 1   |
|                         | esprint intermedi       | 20 | 17 | 15 | 13 | 11 | 10 | 9  | 8  | 7  | 6   | 5   | 4   | 3   | 2   | 1   |

Un ciclista que arriba fora de control en etapa, però que és repescat pels comissaris, rep una penalització equivalent al nombre de punts atorgats al guanyador de l'etapa. Aquesta penalització és automàtica i pot comportar un saldo negatiu de punts.
Abans de començar el Tour de França l'organització declara les etapes com a planes, de mitja muntanya i alta muntanya. Quan no es pot determinar l'ordre en què els ciclistes creuen la línia o quan els ciclistes aconsegueixen exactament el mateix temps en una contrarellotge individual o pròleg, els ciclistes reben els punts que els pertoca, dividits pel nombre de competidors en qüestió (arrodonit al punt mig més proper). Un ciclista que no completa una etapa és eliminat de la classificació per punts. Després de cada etapa el líder de la classificació per punts rep un mallot verd. En cas d'empat a la classificació, el ciclista amb més victòries d'etapa és el líder. Si encara hi ha un empat, és el nombre de victòries en els esprints intermedis i la classificació individual individual per temps la que decideixen la classificació. En acabar el Tour de França, el ciclista líder a la classificació per punts és el guanyador del mallot verd.
L'escala afavoreix voluntàriament els ciclistes que ocupin els primers llocs en les etapes planes destinades als velocistes de carretera. En conseqüència, és pràcticament impossible que un no velocista guanyi aquesta classificació (Bernard Hinault, el 1979 és l'últim "no velocista" en guanyar aquesta classificació.

### Antics barems
Fins al 2010 els punts eren atorgats segons aquest esquema:
|                         |                         | 1r | 2n | 3r | 4t | 5è | 6è | 7è | 8è | 9è | 10è | 11è | 12è | 13è | 14è | 15è | 16è | 17è | 18è | 19è | 20è | 21è | 22è | 23è | 24è | 25è |
| ----------------------- | ----------------------- | -- | -- | -- | -- | -- | -- | -- | -- | -- | --- | --- | --- | --- | --- | --- | --- | --- | --- | --- | --- | --- | --- | --- | --- | --- |
| Etapa plana             | etapa plana             | 35 | 30 | 26 | 24 | 22 | 20 | 19 | 18 | 17 | 16  | 15  | 14  | 13  | 12  | 11  | 10  | 9   | 8   | 7   | 6   | 5   | 4   | 3   | 2   | 1   |
| Etapa de mitja muntanya | etapa de mitja muntanya | 25 | 22 | 20 | 18 | 16 | 15 | 14 | 13 | 12 | 11  | 10  | 9   | 8   | 7   | 6   | 5   | 4   | 3   | 2   | 1   |     |     |     |     |     |
| Etapa d'alta muntanya   | etapa d'alta muntanya   | 20 | 17 | 15 | 13 | 12 | 10 | 9  | 8  | 7  | 6   | 5   | 4   | 3   | 2   | 1   |     |     |     |     |     |     |     |     |     |     |
| Contrarellotge          | pròleg/contrarellotge   | 15 | 12 | 10 | 8  | 6  | 5  | 4  | 3  | 2  | 1   |     |     |     |     |     |     |     |     |     |     |     |     |     |     |     |
|                         | esprint intermedi       | 6  | 4  | 2  |    |    |    |    |    |    |     |     |     |     |     |     |     |     |     |     |     |     |     |     |     |     |

Entre el 2011 i el 2014, l'esquema que es va utilitzar la següent:
|                         |                         | 1r | 2n | 3r | 4t | 5è | 6è | 7è | 8è | 9è | 10è | 11è | 12è | 13è | 14è | 15è |
| ----------------------- | ----------------------- | -- | -- | -- | -- | -- | -- | -- | -- | -- | --- | --- | --- | --- | --- | --- |
| Etapa plana             | etapa plana             | 45 | 35 | 30 | 26 | 22 | 20 | 18 | 16 | 14 | 12  | 10  | 8   | 6   | 4   | 2   |
| Etapa de mitja muntanya | etapa de mitja muntanya | 30 | 25 | 22 | 19 | 17 | 15 | 13 | 11 | 9  | 7   | 6   | 5   | 4   | 3   | 2   |
| Etapa de mitja muntanya | etapa d'alta muntanya   | 20 | 17 | 15 | 13 | 11 | 10 | 9  | 8  | 7  | 6   | 5   | 4   | 3   | 2   | 1   |
| Contrarellotge          | pròleg/contrarellotge   | 20 | 17 | 15 | 13 | 11 | 10 | 9  | 8  | 7  | 6   | 5   | 4   | 3   | 2   | 1   |
|                         | esprint intermedi       | 20 | 17 | 15 | 13 | 11 | 10 | 9  | 8  | 7  | 6   | 5   | 4   | 3   | 2   | 1   |

## Palmarès
| Any  | Ciclista                       | Equip                              | Punts | Altres mallots                          |
| ---- | ------------------------------ | ---------------------------------- | ----- | --------------------------------------- |
| 1953 | Fritz Schär (SUI)              | Suïssa                             | 271   | -                                       |
| 1954 | Ferdi Kübler (SUI)             | Suïssa                             | 215.5 | -                                       |
| 1955 | Stan Ockers (BEL)              | Bèlgica                            | 322   | -                                       |
| 1956 | Stan Ockers (BEL)              | Bèlgica                            | 280   | -                                       |
| 1957 | Jean Forestier (FRA)           | França                             | 301   | -                                       |
| 1958 | Jean Graczyk (FRA)             | França                             | 347   | -                                       |
| 1959 | André Darrigade (FRA)          | França                             | 613   | -                                       |
| 1960 | Jean Graczyk (FRA)             | França                             | 74    | Combativitat                            |
| 1961 | André Darrigade (FRA)          | França                             | 174   | -                                       |
| 1962 | Rudi Altig (RFA)               | Saint Raphaël-Hutchinson           | 173   | -                                       |
| 1963 | Rik Van Looy (BEL)             | G.B.C-Libertas                     | 275   | Combativitat                            |
| 1964 | Jan Janssen (NED)              | Pelforth-Sauvage                   | 208   | -                                       |
| 1965 | Jan Janssen (NED)              | Pelforth-Sauvage                   | 144   | -                                       |
| 1966 | Willy Planckaert (BEL)         | Roméo-Smith's                      | 211   | -                                       |
| 1967 | Jan Janssen (NED)              | Països Baixos                      | 154   | -                                       |
| 1968 | Franco Bitossi (ITA)           | Itàlia                             | 241   | Combinada                               |
| 1969 | Eddy Merckx (BEL)              | Faema                              | 244   | General Muntanya Combativitat Combinada |
| 1970 | Walter Godefroot (BEL)         | Salvarani                          | 212   | -                                       |
| 1971 | Eddy Merckx (BEL)              | Molteni                            | 202   | General Combinada                       |
| 1972 | Eddy Merckx (BEL)              | Molteni                            | 196   | General Combinada                       |
| 1973 | Herman Van Springel (BEL)      | Rokado-De Gribaldy                 | 187   | -                                       |
| 1974 | Patrick Sercu (BEL)            | Brooklyn                           | 283   | -                                       |
| 1975 | Rik Van Linden (BEL)           | Bianchi-Campagnolo                 | 342   | -                                       |
| 1976 | Freddy Maertens (BEL)          | Velda-Flandria                     | 293   | -                                       |
| 1977 | Jacques Esclassan (FRA)        | Peugeot-Esso-Michelin              | 236   | -                                       |
| 1978 | Freddy Maertens (BEL)          | Velda-Lano-Flandria                | 242   | -                                       |
| 1979 | Bernard Hinault (FRA)          | Renault-Gitane                     | 253   | General                                 |
| 1980 | Rudy Pevenage (BEL)            | Ijsboerke-Warncke                  | 194   | Esprints intermedis                     |
| 1981 | Freddy Maertens (BEL)          | Sunair-Sport                       | 428   | Esprints intermedis                     |
| 1982 | Sean Kelly (IRL)               | Sem-França de Loire                | 429   | Esprints intermedis                     |
| 1983 | Sean Kelly (IRL)               | Sem-França de Loire                | 360   | Esprints intermedis                     |
| 1984 | Frank Hoste (BEL)              | Europ Decor-Boule d'Or-Eddy Merckx | 322   | -                                       |
| 1985 | Sean Kelly (IRL)               | Skil-Sem                           | 434   | -                                       |
| 1986 | Eric Vanderaerden (BEL)        | Panasonic                          | 277   | -                                       |
| 1987 | Jean-Paul van Poppel (NED)     | Superconfex-Yoko                   | 263   | -                                       |
| 1988 | Eddy Planckaert (BEL)          | A.D.R.-Mini Flat-IOC               | 278   | -                                       |
| 1989 | Sean Kelly (IRL)               | PDM                                | 277   | Esprints intermedis                     |
| 1990 | Olaf Ludwig (GER)              | Panasonic                          | 256   | -                                       |
| 1991 | Djamolidine Abdoujaparov (URS) | Carrera Jeans                      | 316   | -                                       |
| 1992 | Laurent Jalabert (FRA)         | ONCE                               | 293   | -                                       |
| 1993 | Djamolidine Abdoujaparov (UZB) | Lampre-Polti                       | 298   | -                                       |
| 1994 | Djamolidine Abdoujaparov (UZB) | Team Polti                         | 322   | -                                       |
| 1995 | Laurent Jalabert (FRA)         | ONCE                               | 333   | -                                       |
| 1996 | Erik Zabel (GER)               | Deutsche Telekom                   | 335   | -                                       |
| 1997 | Erik Zabel (GER)               | Deutsche Telekom                   | 350   | -                                       |
| 1998 | Erik Zabel (GER)               | Deutsche Telekom                   | 327   | -                                       |
| 1999 | Erik Zabel (GER)               | Deutsche Telekom                   | 323   | -                                       |
| 2000 | Erik Zabel (GER)               | Deutsche Telekom                   | 321   | -                                       |
| 2001 | Erik Zabel (GER)               | Deutsche Telekom                   | 252   | -                                       |
| 2002 | Robbie McEwen (AUS)            | Lotto-Adecco                       | 280   | -                                       |
| 2003 | Baden Cooke (AUS)              | Française des Jeux                 | 216   | -                                       |
| 2004 | Robbie McEwen (AUS)            | Lotto-Domo                         | 272   | -                                       |
| 2005 | Thor Hushovd (NOR)             | Crédit Agricole                    | 194   | -                                       |
| 2006 | Robbie McEwen (AUS)            | Davitamon-Lotto                    | 288   | -                                       |
| 2007 | Tom Boonen (BEL)               | Quick Step-Innergetic              | 256   | -                                       |
| 2008 | Óscar Freire (ESP)             | Rabobank                           | 270   | -                                       |
| 2009 | Thor Hushovd (NOR)             | Cervélo TestTeam                   | 255   | -                                       |
| 2010 | Alessandro Petacchi (ITA)      | Lampre-Farnese Vini                | 243   | -                                       |
| 2011 | Mark Cavendish (GBR)           | HTC-Highroad                       | 334   | -                                       |
| 2012 | Peter Sagan (SVK)              | Liquigas-Cannondale                | 421   | -                                       |
| 2013 | Peter Sagan (SVK)              | Cannondale                         | 409   | -                                       |
| 2014 | Peter Sagan (SVK)              | Cannondale                         | 431   | -                                       |
| 2015 | Peter Sagan (SVK)              | Team Tinkoff-Saxo                  | 432   | -                                       |
| 2016 | Peter Sagan (SVK)              | Team Tinkoff                       | 470   | Supercombatiu                           |
| 2017 | Michael Matthews (AUS)         | Team Sunweb                        | 370   |                                         |
| 2018 | Peter Sagan (SVK)              | Bora-Hansgrohe                     | 477   |                                         |
| 2019 | Peter Sagan (SVK)              | Bora-Hansgrohe                     | 323   |                                         |
| 2020 | Sam Bennett (IRL)              | Deceuninck-Quick Step              | 380   |                                         |
| 2021 | Mark Cavendish (GBR)           | Deceuninck-Quick Step              | 334   | -                                       |
| 2022 | Wout van Aert (BEL)            | Team Jumbo-Visma                   | 480   | Combativitat                            |
| 2023 | Jasper Philipsen (BEL)         | Alpecin-Deceuninck                 | 377   | -                                       |
| 2024 | Biniam Girmay (ERI)            | Intermarché-Wanty                  | 387   | -                                       |
| 2025 | Jonathan Milan (ITA)           | Lidl-Trek                          | 372   | -                                       |